# QuickMemo

QuickMemo — функція для створення, збереження та відправки коротких нотаток з екрана смартфона, що з'явилася у мобільних пристроях LG у 2012 році.

## Принцип роботи
Функція QuickMemo дозволяє робити нотатки прямо на екрані смартфона. Для цього смартфон захоплює зображення, що було зображене на екрані в момент виклику функції, і тимчасово зберігає його. Це може бути малюнок, карта, інтернет-сторінка, вкладення електронної пошти тощо. Після цього на екрані смартфона можна залишити будь-який напис, малюнок, символ. Робити нотатки можна як стилусом, так і за допомогою пальця, при цьому функція пропонує на вибір кілька варіантів кольорів та товщину лінії. Зроблену нотатку можна зберегти у телефон чи надіслати електронною поштою, SMS чи MMS.